# Marian Grzybowski (dermatolog)
Marian Piotr Grzybowski (ur. 15 czerwca 1895 w Czardżou, zm. 11 grudnia 1949 w Warszawie) – polski lekarz dermatolog, uczeń i współpracownik Franciszka Krzyształowicza. Autor ponad 80 publikacji naukowych.

## Życiorys

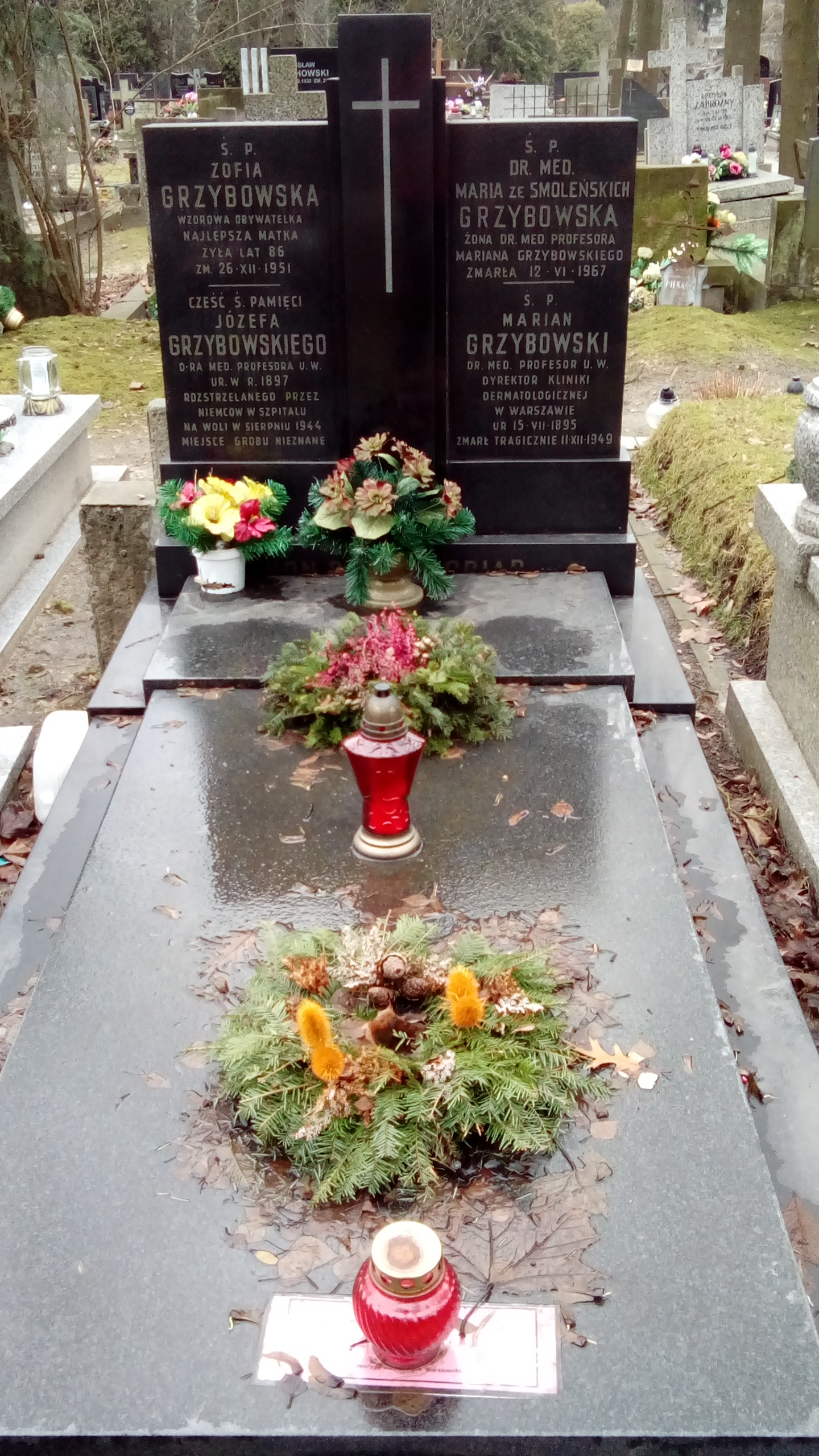
Grób Mariana Grzybowskiego na Wojskowych Powązkach

Urodził się w Czardżou, na granicy Turkiestanu i Uzbekistanu (obecnie Türkmenabat w Turkmenistanie), jako syn polskiego emigranta Piotra Grzybowskiego i Zofii Hercyk-Pałubińskiej. Jego ojciec był lekarzem wojskowym służącym w miejscowym garnizonie; zmarł podczas epidemii duru rzekomego w 1898 r. W 1899 r. Marian Grzybowski razem z matką i dwoma braćmi przeniósł się do Petersburga. W 1917 r. ukończył studia medyczne na Wojskowej Akademii Medycznej w Petersburgu. Następnie służył jako lekarz wojskowy w armii rosyjskiej, a później w polskiej. Od 1922 r. pracował w Klinice Dermatologicznej Uniwersytetu Warszawskiego u prof. Krzyształowicza. W 1933 r. został doktorem habilitowanym. W 1925 r. ożenił się z Marią Smolińską.
W latach II wojny światowej przebywał w Warszawie, gdzie kierował Kliniką Dermatologii, organizował tajne nauczanie, angażował się w działalność podziemną (m.in. ukrywał członków AK). Młodszy brat Mariana Grzybowskiego Józef zginął w powstaniu warszawskim.
Po wojnie, w 1948 r. został aresztowany w związku ze sprawą Stanisława Tatara. Zmarł w więzieniu, przypuszczalnie zamordowany, 11 grudnia 1949. W pogłoskach przez wiele lat często przewijał się wątek, iż w okoliczności śmierci prof. Grzybowskiego zamieszana była Stefania Jabłońska. Informacje te, jak dotąd nigdy nie zostały oficjalnie potwierdzone. Próbę wyjaśnienia okoliczności śmierci profesora podjął Marek Wroński w książce pt. Zagadka śmierci profesora Grzybowskiego (2004).
Pochowany na Cmentarzu Wojskowym na Powązkach w Warszawie (kwatera D-1B-40).

## Dorobek naukowy
Zajmował się m.in. histopatologią skóry, zanikiem skóry, białaczkami, ziarniniakiem grzybiastym, cysticerkozą skóry, nabłoniakami, rumieniem guzowatym, liszajem, twardziną, chorobą Bowena, mięsakiem Kaposiego. Podejmował próby leczenia tocznia solami złota, łuszczycy insuliną, kiły acetylarsenem. Jako pierwszy opisał wariant rogowiaka kolczystokomórkowego, zwany dzisiaj jako wariant Grzybowskiego (Grzybowski’s eruptive keratoacanthoma, generalized eruptive keratoacanthoma).

## Ordery i odznaczenia
- Złoty Krzyż Zasługi (11 listopada 1936)[4]